# کوهسارهای برزیل
کوهسارهای برزیل یا فلات برزیل (به پرتغالی: Planalto Brasileiro) منطقه جغرافیایی وسیعی در در برزیل است که بخش عمده شرق، جنوب و مرکز این کشور را می‌پوشاند. مساحت تقریبی این پهنه حدود ۴٬۵۰۰٬۰۰۰ کیلومتر مربع و تقریباً برابر با نیمی از مساحت آن کشور است. بخش عمده جمعیت برزیل (۱۹۰٬۷۵۵٬۷۹۹ نفر در سرشماری ۲۰۱۰) نیز در این کوهسارها یا مناطق باریک ساحلی چسبیده به آن زندگی می‌کنند.